# Le Patriote Côte d'Azur
Pour les articles homonymes, voir Le Patriote.
Le Patriote Côte d'Azur est un hebdomadaire de sensibilité communiste, paraissant dans les Alpes-Maritimes. Le journal paraît le vendredi.

## Histoire
Le journal a été créé dans la clandestinité durant la Seconde Guerre mondiale. Il devient officiel après la Libération et est dirigé par le député communiste Virgile Barel. Ce journal se nommait alors Le Patriote niçois. À partir de 1945, il devenait le Patriote de Nice et du Sud-Est et demeurait quotidien jusqu'en 1967. Le quotidien fait partie des journaux fondateurs de l'Union française de l'information, agence de presse qui regroupe près d'une centaine de journaux locaux résistants.
Le journal est abonné aux dépêches de l'Union française de l'information, une agence de presse proche du PCF, dans une période de baisse globale du tirage des quotidiens communistes régionaux, au moment après les purges staliniennes de 1949 et ses conséquences sur la couverture de l'UFI, y compris sportive. Le journal perd environ un cinquième de son tirage sur une période d'environ deux ans et demi, à partir de l'été 1951.
| Année  | Août 1951 | Août 1952 | Juillet 1953 | Novembre 1953 |
| ------ | --------- | --------- | ------------ | ------------- |
| Tirage | 38 500    | 34 000    | 31 900       | 30 900        |

Pendant la guerre d'Algérie, les locaux du journal ont été incendiés, certainement à cause du soutien du journal à l'indépendance de l'Algérie.
En 1967, en proie à des difficultés financières, Le Patriote de Nice et du Sud-Est, disparaît des kiosques. Il réapparait quelques mois plus tard en tant qu'hebdomadaire sous le nom de Patriote Côte d'Azur. Il n'a depuis jamais cessé de paraître jusqu'en mai 2013, date à laquelle il est placé en liquidation judiciaire, il employait alors 6 salariés.

## Le journal aujourd'hui
Un tout nouveau journal est alors réédité le 3 octobre 2013 sous le nom Patriote Côte d'Azur au format de 8 pages à l'origine, 12 actuellement, exceptionnellement 16. Il est de nouveau disponible dans les kiosques du département et en version PDF numérique uniquement par abonnement depuis avril 2019.

## Équipe de rédaction
- Directeur de la rédaction: Bernard Lucchetti(depuis 2024).